# 巴吉人
巴吉人（1863年—1920年），清末民初中國象棋名手，滿族人，生於江苏鎮江，綽號巴不鬥，曾经著有《象棋梅花心法譜》一書 (現今多稱為《反梅花譜》)。

## 出身
巴吉人祖輩世居东北，滿清入關後，到江蘇鎮江擔任官職，世居鎮江彌陀巷。
相传同治元年（1863年），其母己有近足月身孕。一天，彌陀寺突發大火，延燒三天尚未撲滅，眼見要燒到巴家，其母心頭一急，突然提前分娩。不料巴吉人呱呱墮地之際，大火竟奇蹟般被撲滅，人們認為巴是吉祥的象徵。根據楊劍虹《鎮江棋話》載：鎮江道台斟酌，取「吉人天相」之義，賜名吉人。（《象棋報》一百二十二期）

## 學弈生涯
巴吉人從小即耽象棋，據聞其父尋得一些寶貴棋譜，供他參閱，為此進步神速，加上他精益求精，刻意研求，嘗於卧帳上粘一紙棋局，每於夜間登牀時，必凝視沉思，倦極始入睡，所以巴十五歲時己執鎮江棋壇牛耳。

## 成名經過
其父常在工作之便帶巴吉人到各地手談.每到一地，即尋當地名手對弈，且彩金不少。在蘇州擊敗名手許振葆、華洪泉，在杭州擊敗名手關鬍子、吳之龍，在南京擊敗名手鄒鴨子等。既負盛名之後，各地來訪者日多。扬州名手兼《石楊遺局》編者楊健庭到瑞源茶樓向巴挑戰，由於楊比較保守，堅持一種佈局，一天之內被巴連下六城(一說五城),敗北而歸，南京高手張某亦然。由於巴棋藝高，不少己約戰的好手怯於其藝而不願對賽，甚至托病不出，久而久，棋人呼之為「不鬥」，所以巴吉人有「巴不鬥」的外號。另有一說，巴用炮厲害，鬥順手炮或列手炮，對手十有九輸，故名「不鬥」。大約三十歲起，巴在鎮江最大茶館——瑞源茶樓和同源茶樓下棋。有一次，一名陌生人慕名和巴對弈。巴饒雙馬殺得陌生人片甲不留，事後人們才知是位
退休將軍，於是巴有了「沿河十八打，將來拉下馬」的美譽。

## 弈壇佳話
其時，另一扬州索萬年慕名挑戰，據載：「索萬年，扬州人，著名棋手，棋藝之高如鶴立雞羣，對諸多好手大都讓先，有索無敵之稱。」另一說經好事者多次撮合而較藝,《鎮江棋話》又載，巴索二氏晤面後，以彼此均系此中佼佼者，誠恐一日失利，有虧榮譽，莫不有戒心。往還數日，始約戰於鎮邑著名之瑞源茶樓。事先消息秘密，然及期，往壁上觀者，己有數十人。巴索二人，着來均極审慎，於平淡處具見真功夫。連弈三日，勝負相當，雌雄莫辨。當決鬥時，曾發生一極有趣之笑談，即以時在蒲節數日，雙方鏖戰正酣，中午不進食，迨飢腸雷鳴，始以角黍果腹。乃巴索二氏，均啫淡巴菇烟，包置於幾間，竟以黍蘸食煙葉以盡。迨吸煙時，又將白糖裝入煙筒，就火不燃，才知其誤。旁觀者群為哄堂，然當時匪特局中人心有尃注，渾然不覺，即觀之徒亦無察及。由此可見，巴索二氏固屬用志不分，而棋藝之引人入勝，竟有如此。比賽結果，巴索兩人以和局而告終，從此他們竟成莫逆之交，索萬年還在鎮江收徒數人。